# U-94 (1940)
U-94 — средняя немецкая подводная лодка типа VIIC времён Второй мировой войны.

## История
Заказ на постройку субмарины был отдан 30 мая 1938 года. Лодка была заложена 9 сентября 1939 года на верфи «Германиаверфт» в Киле под строительным номером 599, спущена на воду 12 июня 1940 года. Лодка вошла в строй 10 августа 1940 года под командованием капитан-лейтенанта Герберта Куппиша.

### Командиры

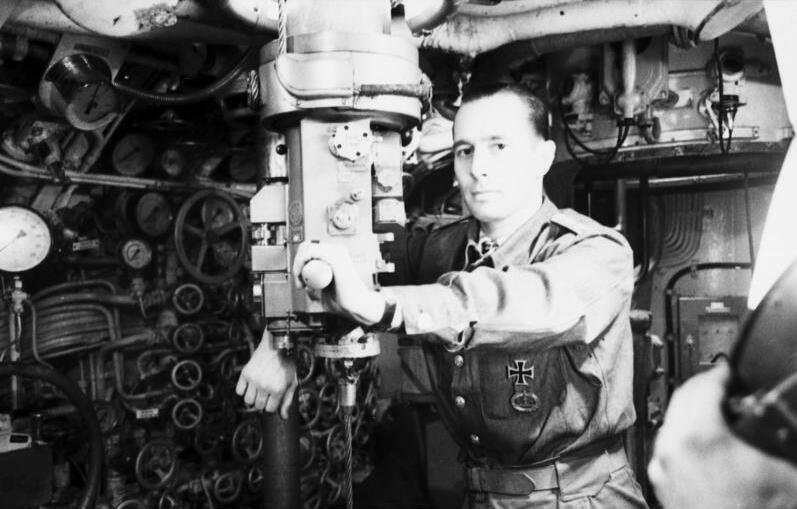
Герберт Куппиш в рубке U-94

- 10 августа 1940 года — 29 августа 1941 года капитан-лейтенант Герберт Куппиш (кавалер Рыцарского железного креста)
- 29 августа 1941 года — 28 августа 1942 года оберлейтенант цур зее Отто Итес (кавалер Рыцарского железного креста)

### Флотилии
- 10 августа 1940 года — 31 октября 1940 года — 7-я флотилия (учебная)
- 1 ноября 1940 года — 28 августа 1942 года — 7-я флотилия

### История службы
Лодка совершила 10 боевых походов. Потопила 26 судов суммарным водоизмещением 141 852 брт, повредила одно судно водоизмещением 8.022 брт.
Потоплена 28 августа 1942 года в Карибском море, в районе с координатами 17°40′ с. ш. 74°30′ з. д. глубинными бомбами с американского самолёта типа «Каталина» и атакой канадского корвета HMCS Oakville, который атаковал лодку глубинными бомбами, тараном, пулемётным огнём, бутылками из-под кока-колы и взял её на абордаж. 19 человек погибли, 26 членов экипажа, включая командира Отто Итеса, были взяты в плен.

### Волчьи стаи
U-94 входила в состав следующих «волчьих стай»:
- Hecht 7 мая 1942 года — 18 июня 1942

### Атаки на лодку
7 мая 1941 года после потопления двух судов из конвоя OB-318 U-94 подверглась четырёхчасовой бомбардировке с эскортных кораблей, сбросивших суммарно 98 глубинных бомб. Лодка получила повреждения и отстала от конвоя, однако неполадки были устранены силами экипажа, после чего было продолжено патрулирование.